# 위민 토킹
《위민 토킹》(영어: Women Talking)은 세라 폴리가 각본을 쓰고 감독한 2022년 미국의 드라마 영화이다. 미리엄 테이브스의 2018년 소설 위민 토킹을 원작으로 하며, 이 소설은 볼리비아의 외딴 메노파 공동체인 매니토바 콜로니에서 일어난 볼리비아 메노나이트 가스 성폭행 사건에서 영감을 받았다. 영화는 콜로니의 남성들이 여성들을 성폭행한 역사를 발견한 후, 미래에 대해 논의하는 미국 메노파 여성들의 이야기를 다룬다. 이 영화에는 루니 마라, 클레어 포이, 제시 버클리, 주디스 아이비, 벤 위쇼, 그리고 이 영화의 제작자로도 참여한 프랜시스 맥도먼드가 출연하는 앙상블 캐스트가 등장한다. 이 영화는 2023년 3월 4일에 MGM에 편입되기 전 유나이티드 아티스츠 릴리징이 개봉한 마지막 영화이다.
위민 토킹은 2022년 9월 2일 제49회 텔류라이드 영화제에서 초연되었고, 2022년 12월 23일 일부 극장을 통해 미국에서 개봉되었으며, 2023년 1월 27일 유나이티드 아티스츠 릴리싱에 의해 전국적으로 확대 개봉되었다. 이 영화는 평론가들로부터 긍정적인 평가를 받았으며, 폴리의 각본과 연출, 출연진(특히 포이, 버클리, 위쇼)의 연기, 그리고 음악이 호평을 받았다. 그러나 2천만 달러의 예산에 비해 9백만 달러에 불과한 수익을 올렸다. 이 영화는 전미 비평가 위원회와 미국 영화 연구소에 의해 2022년 10대 영화 중 하나로 선정되었고, 크리틱스 초이스 영화상, 미국 작가 조합상, 아카데미상에서 최우수 각색상을 수상했으며, 작품상 후보에도 올랐다.

## 줄거리
침대에 혼자 자던 젊은 여성이 깨어나자 엉덩이와 허벅지 안쪽 위쪽에 멍과 상처를 발견한다. 이는 성폭행으로 인한 부상이었다.
2010년, 외딴 메노파 공동체의 여성과 소녀들은 남성들이 가축 진정제를 이용해 자신들을 제압하고 성폭행했음을 알게 된다. 가해자들은 체포되어 인근 도시에 수감된다. 공동체의 대부분의 남성들은 보석금을 지불하기 위해 떠나고, 여성들은 이틀 동안 스스로 어떻게 할지 결정해야 한다. 그들은 머물면서 아무것도 하지 않을지, 머물면서 싸울지, 아니면 떠날지를 결정하기 위해 국민투표를 진행한다.
투표는 머물면서 싸울지, 아니면 떠날지 두 가지 옵션 사이에서 동률을 이룬다. 공동체의 여성 열한 명이 최종 결정을 내리기 위해 건초 더미에 모이지만, '아무것도 하지 않는다'는 입장의 스카페이스 얀츠는 논의에 실망하여 회의를 떠나, 망설이는 딸 안나와 반대하는 손녀 헬레나를 데리고 나간다. 공동체의 교사이자 남아 있는 유일한 남성 중 한 명인 아우구스트는 여성들이 읽고 쓰는 법을 배우지 못했기 때문에 회의 내용을 기록하기 위해 합류한다.
폭행당한 네 살배기 딸의 치료를 위해 항생제를 구하러 다녀온 살로메는 싸우기 위해 머물 것을 강력히 주장하며, 메잘도 같은 의견이다. 성폭행으로 임신한 오나 역시 머물면서 싸움에서 이긴 후, 여성들에게 평등을 주는 새로운 공동체 규칙을 만들 것을 제안한다. 그레타의 딸이자 아우티예의 어머니인 마리체는 용서만이 유일한 실행 가능한 선택지라고 믿으며 반대한다. 갈등을 해소하기 위해 오나는 아우구스트에게 떠나는 것의 장단점을 담은 문서 하나와 머무는 것의 장단점을 담은 문서 하나를 만들 것을 제안한다.
회의는 휴회된다. 휴회 중에, 아우구스트는 파문된 가족 출신이지만 최근 공동체의 남자아이들을 가르치기 위해 돌아오는 것을 허락받았음이 밝혀진다. 그와 오나는 어린 시절에 좋은 친구였고, 그는 그녀에게 로맨틱한 감정을 가지고 있었지만, 그녀는 결혼하면 그가 사랑하는 진정한 자신이 아니게 될 것이라고 믿기 때문에 결혼할 수 없다고 말한다.
몇몇 여성들이 2010년 인구 조사를 위해 밖으로 나갔을 때, 그들은 마리체의 학대적인 남편인 클라스가 그날 저녁에 더 많은 보석금을 모으기 위해 돌아올 것이라는 것을 알게 된다. 회의는 재개된다. 오나와 메잘은 마음을 바꿔 떠나는 것에 찬성한다. 살로메는 싸우는 것을 고집하며, 딸을 더 이상 위험에 빠뜨리는 것보다 남성들을 죽이고 싶다고 화를 내며 고백한다. 그러나 그녀는 자신의 신앙 원칙을 오나의 어머니인 아가타로부터 상기받은 후 의견을 바꾼다. 유일하게 설득되지 않은 사람은 마리체였다. 그녀와 나머지 여성들 사이에 논쟁이 벌어지고, 그녀가 그레타의 종용으로 남편의 학대를 용서했다는 사실이 밝혀진다. 그레타가 사과한 후, 마리체는 떠나는 것에 동의한다.
그들이 떠나는 이유는 아우구스트에 의해 기록된다. 자녀의 안전을 확보하고, 신앙을 지키며, 사상의 자유를 가지기 위함이다. 그들은 15세 이하의 남자아이들을 데려가려고 결정했지만, 12세 이상의 남자아이는 강요하지 않을 것이다. 그들은 클라스에게 계획을 숨기고 해가 뜰 때 떠날 준비를 한다. 오나의 요청으로 아우구스트는 떠나는 것과 머무는 것의 장단점을 담은 문서를 벽에 '유물'로 붙인다. 그는 또한 오나에게 사랑을 고백하고 여성들이 사용할 지도를 건넨다.
그들이 떠나기 전에, 성적 함묵증을 겪는 트랜스젠더 남성인 멜빈(이전에는 네티)은 살로메에게 그녀의 십대 아들 아론이 도망쳐 숨어있다고 말한다. 아론은 발견되지만, 충분한 시간 내에 떠나도록 설득할 수 없다. 살로메는 여성들이 정한 규칙을 어기고, 아론에게 진정제를 뿌려 그를 강제로 데려가게 한다. 그녀는 이 사실을 아우구스트에게만 밝히는데, 아우구스트는 그녀를 이해하고 질문하지 않는다. 그는 그녀에게 오나를 돌봐달라고 부탁하며, 여성들이 떠나면 자살할 생각임을 밝힌다. 그녀는 대신 그에게 더 이상의 폭력을 막고 그에게 목적을 주기 위해 남자아이들을 제대로 가르쳐달라고 부탁한다. 헬레나와 안나는 나머지 여성들과 합류하고, 얀츠와 아우구스트는 그들이 떠나는 것을 지켜본다. 얼마 후, 오나의 갓난아기가 보이고, 아우티예는 아기가 여성들이 겪었던 삶과는 매우 다른 삶을 살게 될 것이라고 말하는 소리가 들린다.

## 출연진
- 루니 마라 - 오나 프리센 역
- 클레어 포이 - 살로메 프리센 역
- 제시 버클리 - 마리체 로웬 역
- 주디스 아이비 - 아가타 프리센 역
- 실라 매카시 - 그레타 로웬 역
- 미셸 매클라우드 - 메잘 로웬 역
- 케이트 할렛 - 아우티예 로웬 역
- 리브 맥닐 - 나이트제 프리센 역
- 아우구스트 윈터 - 멜빈 게르브란트 역
- 벤 위쇼 - 아우구스트 에프 역
- 프랜시스 맥도먼드 - 스카페이스 얀츠 역
- 키라 굴로이엔 - 안나 역
- 샤일라 브라운 - 헬레나 역
- 나다니엘 맥파랜드 - 아론 역
- 엘리 햄 - 클라스 역
- 에밀리 미첼 - 미프 역[10]

## 제작
2020년 12월, 프랜시스 맥도먼드가 세라 폴리가 각본을 쓰고 감독할 영화에 출연할 것이라고 보도되었다. 2021년 6월, 벤 위쇼, 루니 마라, 클레어 포이, 제시 버클리, 주디스 아이비, 실라 매카시, 미셸 매클라우드가 영화의 출연진으로 합류했다. 힐뒤르 그뷔드나도티르가 영화의 음악을 작곡했다.
주요 촬영은 2021년 7월 19일부터 9월 10일까지 캐나다 토론토에서 COVID-19 안전 수칙을 지키며 진행되었다. 의상 디자이너 퀴타 알프레드는 실제 메노파 공동체 상점에서 천과 기도용 덮개를 구해왔는데, 각 가족이 가진 특정 특성을 나타내기 위해 다양한 색상과 패턴을 사용했다. 알프레드는 "세계적인 여배우들을 섭씨 43도(110도)의 더위 속에서 긴팔 폴리에스터 드레스를 입히는 것은 도전이었다"고 언급했다. 그러나 그녀는 드레스가 생각만큼 불편하지는 않았다고 강조했다. "배우들이 얼마나 불편할지 알아보기 위해 직접 입어봤습니다. 저는 사실 그것들을 좋아하게 되었어요. 정말 실용적이지만, 주머니가 없다는 게 문제였죠."
위민 토킹은 아마존이 오리온의 모회사인 메트로 골드윈 메이어에 통합되기 전 유나이티드 아티스츠 릴리징이 개봉한 마지막 영화이다.

### 음악
힐뒤르 그뷔드나도티르가 영화의 음악을 작곡했으며, 스쿨리 스베리손이 기타 솔로를 연주했다. 사운드트랙은 유니버설 뮤직 그룹의 레이블 Mercury Classics Soundtrack & Score를 통해 발매된 첫 번째 작품 중 하나로, 영화의 제한 상영 시작일과 같은 2022년 12월 23일에 디지털로 발매되었다. 실물 CD는 그 달 후반에 발매되었다. 영화 예고편 음악의 기반이 된 "스피크 업"은 2022년 11월 4일에 디지털로 발매되었다.
1967년 몽키스가 부른 "데이 드림 빌리버"가 영화에 삽입되었지만, 사운드트랙에는 포함되지 않았다.

## 개봉
이 영화는 2022년 9월 2일 텔류라이드 영화제에서 전 세계에 초연되었다. 또한 2022년 9월 13일 토론토 국제 영화제에서도 상영되었고, 이어서 2022년 10월 10일 제60회 뉴욕 영화제와 2022년 11월 5일 AFI 페스트에서 상영되었다. 2022년 12월 23일 오리온 영화사 (유나이티드 아티스츠 릴리징을 통해)에 의해 미국과 캐나다에서 제한 상영을 시작했으며, 2023년 1월 27일에 전국으로 확대 개봉되었다. 원래 2022년 12월 2일에 제한 상영 예정이었으나, 아바타: 물의 길과의 경쟁을 피하기 위해 12월 23일로 변경되었다.
이 영화는 2023년 2월 21일 VOD로 출시되었고, 이어서 3월 7일에 블루레이 및 DVD로 출시되었다.

## 평가

### 흥행
위민 토킹은 미국과 캐나다에서 550만 달러, 다른 지역에서 380만 달러를 벌어들여 전 세계적으로 총 930만 달러의 수익을 기록했다.
제한 상영 첫 주말에 8개 극장에서 40,530달러를 벌어들여 그 해 최악의 플랫폼 개봉작이 되었다. 데드라인 할리우드에서 유나이티드 아티스츠 릴리징은 크리스마스의 근접성과 전국적인 엘리엇 겨울 폭풍의 영향을 기여 요인으로 언급했다. 전국 확대 개봉에서는 707개 극장으로 확대되어 970,469달러를 벌어들였고, 극장당 평균 1,372달러를 기록했다. 전국 개봉 2주차에는 558,071달러로 15위를 두 번 기록하며 하락했다.
아카데미상 후보 발표 이후, 영화는 수익에서 164%의 증가를 보였다.

### 비평 반응
리뷰 애그리게이터 웹사이트인 로튼 토마토에서 이 영화는 296개의 리뷰를 바탕으로 90%의 지지율을 기록했으며, 평균 평점은 8/10이다. 이 사이트의 비평가 합의는 다음과 같다. "위민 토킹은 때때로 극적인 재미를 희생하고 단순히 메시지를 전달하는 데 집중하지만, 그 메시지는 가치 있고 효과적으로 전달된다." 메타크리틱에서는 47명의 비평가를 기준으로 100점 만점에 77점의 가중 평균 점수를 받았으며, 이는 "대체로 호의적인 평가"를 나타낸다.
텔류라이드 영화제 초연 이후, 버라이어티의 피터 데브루즈는 이 영화가 "비폭력 시위의 강력한 행위"라고 썼다. 저스틴 창은 로스앤젤레스 타임스에서 이 영화를 "의도적으로 드라마와 우화, 물질적으로 구체적인 것과 영적으로 추상적인 것 사이를 오가는 영화이며, 엄격한 금욕주의가 때로는 톡 쏘는 재치와 카타르시스적 웃음으로 폭발하는 영화"라고 묘사했다. A. O. 스콧은 뉴욕 타임스에서 이 영화를 "뛰어난 앙상블 출연진이 출연한 시기적절한 정치 우화"라고 불렀다. 그는 또한 이 영화를 "거의 기교가 없을 정도로 솔직하며, 손으로 짠 태피스트리처럼 겹겹이 쌓이고 꼬여 있는 것으로 드러난다"고 묘사했다. 스크린 랜트의 매 압둘바키는 이 영화에 별 5개 중 3.5개를 주며, "매혹적인 각색"과 "훌륭하고" "경이로운" 연기를 선보였다고 평했다. 그녀는 또한 이 영화가 "사려 깊은 감수성, 가벼움, 그리고 활기찬 논의로 어려운 주제를 다루며, 관객들이 영화와 그 핵심 전제에 대해 오랫동안 생각하게 만들 것"이라고 썼다.
2023년 7월, CBR은 이 영화를 "2020년대 최고의 인디 영화 (현재까지)"로 선정하며, "그 이야기와 유사한 상황에 처한 사람들에게 보내는 메시지" 덕분에 목표를 달성했다고 말했다. 2023년 8월, 콜라이더는 "2020년대 최고의 드라마 영화 20편 (현재까지)" 목록에서 이 영화를 10위에 올리며, "일련의 대화가 흥미로운 영화를 만들 것 같지 않지만, 세라 폴리 감독은 각 캐릭터가 단순히 이야기의 요점 이상으로 정의되도록 보장한다"고 썼다.

## 수상
폴리는 텔류라이드 영화제 실버 메달리온 공로상을 수상했다. 작곡가 힐뒤르 그뷔드나도티르는 2022년 토론토 국제 영화제에서 공로상을 받았다. 제95회 아카데미상에서 이 영화는 작품상 후보에 올랐고, 폴리는 각색상을 수상했다. 또한 제80회 골든 글로브상에서 최우수 각본상과 최우수 음악상 후보에, 제29회 미국 배우 조합상에서 최우수 앙상블 연기상 후보에 올랐으며, 제28회 크리틱스 초이스 영화상에서 최우수 작품상을 포함한 6개 부문 후보에 올라 최우수 각색상을 수상했다. 이 영화는 또한 제38회 인디펜던트 스피릿 어워드에서 3개 부문 후보에 올랐으며, 영화의 감독, 캐스팅 디렉터, 앙상블 출연진에게 수여되는 로버트 올트먼상을 수상했다.
이 영화는 2023년 캐나다 감독 조합 시상식에서 장편 영화 최우수 감독상 후보에 올랐다.